# Trattato di Parigi (agosto 1801)
Il trattato di Parigi fu un trattato firmato il 24 agosto 1801, ossia il 5 fruttidoro IX, dalla Repubblica Francese del Primo Console Napoleone e da Massimiliano I Giuseppe di Baviera, da due anni sovrano al contempo dell’Elettorato di Baviera e dell’Elettorato del Palatinato.
Il duca, vista la resa dello stesso Imperatore Francesco II, chiese la pace alla potenza francese e rinunciò ai suoi terreni a sinistra del Reno, tra i quali il Ducato di Jülich e il Palatinato-Zweibrücken che la Francia aveva peraltro già unilateralmente annesso sei anni prima come poi sancito dal trattato di Campoformio, in modo da poter accedere alle compensazioni che Bonaparte aveva promesso nel Trattato di Lunéville con l’Impero.